# Znanstveni zapis
Znanstveni zapis (ali tudi standardna oblika in eksponentni zapis) je način zapisovanja števil, ki prilagodi prevelike ali premajhne vrednosti da so ustrezno zapisane v standardnem desetiškem zapisu. Znanstveni zapis ima več uporabnih lastnosti in ga večinoma uporabljajo znanstveniki, matematiki in inženirji, ki se ukvarjajo s takšnimi števili.
V znanstvenem zapisu so števila zapisana v obliki:
{\displaystyle a\cdot 10^{b}\!\,,}
kar se prebere kot a krat deset na (potenco) b in kjer je eksponent b celo, koeficient a pa poljubno realno število, ki se imenuje mantisa, oziroma signifikand. Izraz mantisa pomeni tudi ulomljeni del logaritma. Za znak množenja se običajno uporablja pika v sredini (·), redkeje pa ×.
Če je število negativno, potem znak minus (−) stoji pred a (kot pri običajnem desetiškem zapisu). Na primer: 
| običajni desetiški zapis | znanstveni zapis (nenormaliziran) |
| ------------------------ | --------------------------------- |
| 1                        | 0,1 ×101                          |
| 30                       | 0,3 ×102                          |
| 5 720 000 000            | 5,72 ×109                         |
| 0,0007582 10             | 7,821 ×10−4                       |
| −0,000 000 0061          | −6,1 ×10−9                        |

Za zapis lahko uporabimo predlogo {{e}}.